# Brodek u Konice
Brodek u Konice település Csehországban, a Prostějovi járásban. Brodek u Konice Buková, Suchdol, Skřípov, Lipová, Konice, Horní Štěpánov és Benešov településekkel határos. Lakosainak száma 804 fő (2024. január 1.).

## Népesség
A település lakosságának változását az alábbi diagram mutatja:
| Lakosok száma | 2848 | 2842 | 2234 | 1217 | 1137 | 933  | 825  | 800  | 813  | 804  |
|               | 1869 | 1890 | 1921 | 1950 | 1980 | 2001 | 2017 | 2019 | 2022 | 2024 |